# キンギョソウ
キンギョソウ（学：Antirrhinum）は、オオバコ科に含まれる属の一つ。またはキンギョソウ属に含まれる植物の総称。学名からアンティリナム、アンティリヌムとも呼ばれる。また、英名はスナップドラゴンと呼ばれる。かつてはゴマノハグサ科に分類されていた。

## 特徴
南ヨーロッパと北アフリカの地中海沿岸部を産地とする多年草であるが、日本では一年草として扱われる 。日本へは江戸時代後期に渡来。別名「噛みつき竜」「ライオンの口」。耐寒性、耐暑性ともに優れ剛健な性質を持ち、花壇苗に多く利用される。ただし、極端な寒さと多湿には弱いその名の通り金魚のような花を穂状に数多く咲かせる。花の色は赤・桃・白・橙・黄・複色。種は微細だが性質は強健で、こぼれ種でよく殖える。草丈は30 - 100cmほどまで成長する。草丈の高さによっって高性種、中高性種、矮性種に大別される果実は蒴果で長さが1.5cmほどの卵形になる。熟すと果実は裂開し、ドクロに似た姿になる。一般的には秋蒔きの一年草で、寒冷地では春蒔きにする。本来は多年草の植物であり、年月が経つにつれて茎が木質化する。観賞用のほか食用品種（食用金魚草、スナップドラゴン）もある。花言葉は日本圏では「お喋り」「出しゃばり」「御節介」「推測ではやはりNO」がある。海外圏では「上品さ」「優雅さ」「誤魔化し」などがある。

## 栽培方法
9 - 10月頃に播種を行い、一か月程度ポットで育てたら定植を行う。晩秋からは促成栽培された花付きの良い状態の苗が流通し始めるので、苗を直接定植してもよい。多湿を嫌うので水はけの良い土地を選ぶ。さらに日当たりの良い場所にすると成育も旺盛になり、花付きも良くなる。真冬は成育が鈍化するので灌水は控えめにする。また、極端な低温に当たると枯れてしまうので関東地方以北では軒下や屋内などに取り込むと枯死を防げる。花は冬から開花をはじめ3 - 5月頃まで咲き続ける。咲き終わった花を摘んでおくと後々の花付きが良くなる。肥料は月に一度液体肥料を与えるとよい。6月頃には花付きが悪くなるので、梅雨前ごろには株は処分する。夏越しをさせる場合はこのタイミングに枝を刈り込んで株内部の通気性を良くしておく。倒伏している場合は支柱に結び付けておく。挿し芽でも繁殖が可能で、春、秋頃に10cm程度茎先切って土に挿しておくと発根する。なお、金魚草の種はF1品種が多く、種を収穫してその種を蒔いても同じ花が咲かないことがある。

## 名称について
属名のAntirrhinumは「鼻に似た」という意味がある。英名のスナップドラゴンや和名のキンギョソウも花の形に由来する。キンギョソウの種小名Majusは「巨大な」「大きい」という意味がある。

## 下位分類
主な種は以下の通り。参考元はこちら。
- アンティリヌム・シクルム （Antirrhinum siculum）

- アンティリヌム・トルトゥオサム （Antirrhinum tortuosum）

- キンギョソウ （Antirrhinum majus）

- シュッコンキンギョソウ （Antirrhinum hispanicum）